# Fujisawa Rikitarō
Pour les articles homonymes, voir Fujisawa (homonymie).
Fujisawa Rikitarō est un nom japonais traditionnel ; le nom de famille (ou le nom d'école), Fujisawa, précède donc le prénom (ou le nom d'artiste).
Fujisawa Rikitarō (藤沢 利喜太郎) né le 12 octobre 1861 et mort le 23 décembre 1933, est un mathématicien japonais. Durant l'ère Meiji, il a joué un rôle dans la réforme de l'enseignement des mathématiques au Japon et en établissant au Japon les idées des mathématiques européennes.

## Biographie
Né dans la province de Sado comme le fils aîné de Fujisawa Oyano, vassal du shogun, Fujisawa Rikitarō est diplômé en 1882 de la faculté des sciences de l'université de Tokyo. De 1883 à 1887, il a étudié les mathématiques en Europe. Après des études à l'université de Londres et l'université Humboldt de Berlin, il a étudié à l'université de Strasbourg (alors sous administration de l'Allemagne), et en 1886 il a obtenu son doctorat avec une thèse sur les équations aux dérivées partielles, sous la direction d'Elwin Bruno Christoffel. À Strasbourg, il étudie également auprès de Hermann Aron (en), Hermann von Helmholtz, Gustav Kirchhoff, Johannes Knoblauch (de), Leopold Kronecker, August Kundt, Eugen Netto (de), Theodor Reye (de) et Karl Weierstrass.
En 1887, Fujisawa est le deuxième professeur de mathématiques à avoir été nommé l'université de Tokyo, après Kikuchi Dairoku.
« Il était délégué du Japon à la seconde Conférence internationale sur les mathématiques, Paris, 1900, ainsi qu'à la Commission internationale sur l'enseignement des mathématiques en 1910. Bien que mathématicien de formation, le Dr. Fujisawa a écrit de nombreux articles sur la politique internationale. »
Il a été professeur et mentor de plusieurs mathématiciens japonais qui ont acquis une réputation internationale. Son étudiant le plus célèbre a été Teiji Takagi. En 1921, Fujisawa prend sa retraite de l'université de Tokyo et, à partir de 1925, il a été nommé deux fois à la Chambre des pairs du Japon, mais il est mort au début de son second mandat.
Deux de ses fils ont atteint des postes d'importance dans la société japonaise. Un de ses frères, Fujisawa Iwao, a été contre-amiral dans la Marine impériale japonaise.

## Prix et distinctions
En 1900 il est conférencier lors du Congrès international des mathématiciens à Paris avec une conférence intituléeNote on the mathematics of the old Japanese school. Il y a expliqué que le zéro et les nombres imaginaires avaient été découverts indépendamment au Japon, une découverte qu'ils n'ont pas poussée comme en occident.
En 1903 il est président de la Société physico-mathématique de Tokyo et en 1906 il devient membre de l'Académie des sciences du Japon.
En 1920 il reçoit l'ordre du Trésor sacré de première classe.

## Sélection de publications
- Ueber eine in der Wärmeleitungstheorie auftretende, nach den Wurzeln einer transcendenten Gleichung fortschreitende unendliche Reihe, Strassburg, 1886 (lire en ligne)[6]
- Seimei hokenron, 1889 (theory of life insurance)
- « Note on a new formula in spherical harmonics », Tokyo Sugaku-Butsurigaku Kwai Kiji, vol. 4, no 1,‎ 1888–1891, p. 7–8 (lire en ligne)
- Researches on the multiplication of elliptic functions, 1893 (lire en ligne)
- Joint-metallism, an essay on a new monetary system, 1903
- Summary report on the teaching of mathematics in Japan, 1912 (lire en ligne)
- Recent aims and political development of Japan, 1923[7]
- Industrial insurance in Japan, 1927
- Sōsenkyo tokuhon, Iwanami Shoten, Publishers, 1928 (guide de lecture) : cette publication traite problèmes relatifs aux élections à la Chambre des Représentants japonaise à la fin des années 1920.
- Calculation on soroban: reprinted from a chapter in Dr. Fujisawa's "Summary report on the teaching of mathematics in Japan" published by The Department of Education in 1912, 1930
- Fujisawa Hakushi ibun shū, 1935 (Dr. Fujisawa memorial collection)